# Chapuisia rugosa
Chapuisia rugosa es un coleóptero de la familia Chrysomelidae. Fue descrita científicamente en 1921 por Laboissiere.